# Iglú (película)
Iglú es una película chilena dirigida, escrita y protagonizada por Diego Ruiz y producida por Storyboard Media y Creative Content. La cinta hizo su premier mundial el 20 de julio de 2013 en la 31° versión del Festival Internacional Outfest, en Los Ángeles, Estados Unidos, donde Ruiz obtuvo el premio especial del jurado por “Talento Emergente”.

## Sinopsis
Mientras intenta superar difíciles pérdidas y complejas situaciones personales, el protagonista de la película, Daniel (25), un ex fármaco-dependiente, ha comenzado a dibujar su vida por cuenta propia, reflejando lo que ha marcado su presente y el pasado reciente: las constantes infidelidades por parte de Marco (54), su carismática pareja, y la particular relación que ha entablado con su vecina, la terapeuta Paula (45). En su nuevo trabajo como dibujante de storyboards en una agencia de publicidad, Daniel conoce a Camila (28), la directora creativa, quien le dará un nuevo aire a su vida.

## Guion
Tras haber protagonizado con Alessandra Guerzoni la obra “Correr con Fuego” (Feuerlaufen), de la dramaturga alemana Ulrike Freising, en el desaparecido “Festival de Dramaturgia Europea”, Diego Ruiz quedó con la idea de llevar a cabo esta historia en un formato audiovisual, tomando la relación de terapia-amistad de Daniel y Paula, para tocar temas de depresión e identidad sexual bajo una visión de naturalidad.
El guion fue escrito entre Ruiz y el cineasta Shawn Garry (Desierto Sur), tras haber obtenido los derechos de la obra teatral y con la venia de Freising para su adaptación.

"En un comienzo yo puse mi punto de vista sobre la sexualidad en la película: Que la gente envejece, que va al café, que va al supermercado, que va a misa, que es gay o no... para mí no es tema. Mi aporte para que haya tolerancia al respecto es no hacer hincapié en eso…Cuando ocurre lo del caso de Daniel Zamudio, nos repercutió harto. Lo mataron en una de las locaciones de la película y teníamos que continuar con la historia de Daniel. Nos hizo replantearnos ciertas cosas, no hacer una biografía de él, pero sí hacernos cargo de que esto ocurrió en el parque y lo peligrosos que son de noche", dice Diego (Entrevista a Diego Ruiz en El Definido)

## Protagonistas
Diego Ruiz
Joven actor (25) de la Escuela de Teatro de la Universidad de Chile, inició su carrera en la miniserie de TVN “De Neftalí a Pablo”. En 2007 debutó en cine con un pequeño rol en la exitosa película “Radio Corazón”, para luego saltar a su primer protagónico en “Navidad”, de Sebastián Lelio, cuyo estreno mundial se realizó en la Quincena de Realizadores del Festival de Cannes. Además ha participado en otras destacadas producciones como “Super”, “Drama” y “La Espera”.
Ha participado en diversas obras teatrales en destacados escenarios independientes. Además, en televisión fue parte de los elencos de “Manuel Rodríguez” y “La sexóloga” en CHV; “Primera Dama”, de Canal 13, y “Prófugos”, para la cadena HBO. En la actualidad, interpreta a Germán Ossandón en la nueva teleserie de TVN “Socias”, además de ser Gonzalo Correa en la nueva serie del mismo canal “Bim Bam Bum”.
Alessandra Guerzoni 
Destacada actriz italiana, conocida en Chile por sus actuaciones en populares producciones dramáticas de TVN como “La Fiera”, “Romané” -donde interpretó a Vinka California-, “Pampa Ilusión” y “El Circo de las Montini”. 
Durante los últimos años, junto con mantenerse siempre activa y vigente en teatro, trabajando con los más importantes directores en algunos de los principales escenarios del país, ha participado en comentadas teleseries nacionales como: “Feroz” de Canal 13 y “La Doña” de CHV, en donde hizo el rol de Elena Saavedra de Guzmán. Durante el 2012, fue parte del elenco del éxito televisivo de Canal 13 “Soltera otra vez”, caracterizando a Pamela Middleton. 
En cine, Guerzoni actuó en la cinta de terror norteamericana “Nympha” el 2007, además de la producción italiana del mismo género “Colour From the Dark” el 2008. En Chile, integró el elenco de la película “Mandrill” el año 2009, y fue una de las protagonistas de “Patagonia de los Sueños”, de Jorge López Sotomayor, producción nacional que se estrenará próximamente en cines de nuestro país.

## Elenco
| Actor               | Personaje   |
| ------------------- | ----------- |
| Diego Ruiz          | Daniel Hanh |
| Alessandra Guerzoni | Paula       |
| Alejandro Goic      | Marco       |
| Camila Hirane       | Camila      |

## Premios y Festivales
| Año  | Festival | Premio            | Candidato  |
| ---- | -------- | ----------------- | ---------- |
| 2013 | Outfest  | Talento Emergente | Diego Ruiz |
| 2013 | SANFIC9  | -                 | -          |

## Redes Sociales
| Redes Sociales                  |
| ------------------------------- |
| www.facebook.com/IgluLaPelicula |
| @IGLUlapelicula                 |
| instagram.com/iglulapelicula    |
| www.youtube.com/iglulapelicula  |

- Datos: Q16578085